# Welgelegen (Rotterdam)
Buitenplaats Welgelegen aan de Parklaan 15 is een rijksmonument in Rotterdam in de provincie Zuid-Holland. De buitenplaats staat in de wijk het Scheepvaartkwartier in het centrum van de havenstad. Het is een herenhuis, met gepleisterde gevels en door een fronton bekroonde, hoger opgehaalde middenpartij.

## Geschiedenis

### 1872-1923
Het gebouw kent een rijke historie. De Rotterdammer Philippus van Ommeren (1807-1888) van de scheepvaartfamilie Van Ommeren gaf opdracht tot de bouw in 1872. Een jaar later werd het pand opgeleverd. Aan de noordoostkant van de buitenplaats liet Van Ommeren ook een koetshuis bouwen.
Na het overlijden van Van Ommeren in 1888 werd buitenplaats Welgelegen verkocht. Het werd overgenomen door de jongste zoon van de oudste tak van de familie Van Hoboken. Jacobus van Hoboken (1845-1916) liet een aantal vertrekken verfraaien met onder andere plafondschilderingen die heden nog steeds aanwezig zijn. Na zijn overlijden bleef zijn vrouw hier nog wonen tot haar overlijden in 1922. De buitenplaats kwam in bezit van de erfgenamen.

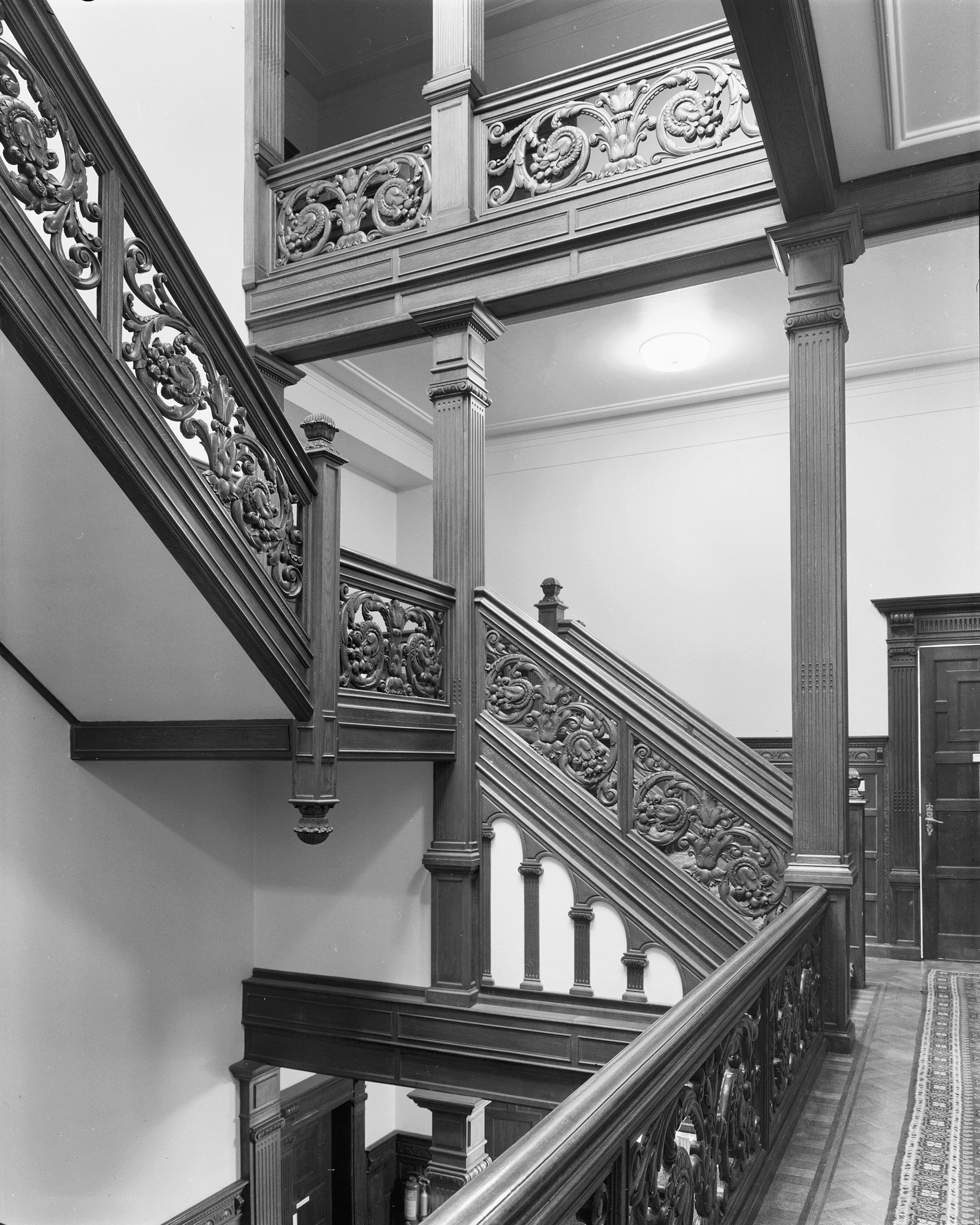
De hal van Buitenplaats Welgelegen in 1969.

### 1924-2013
In 1924 werd het perceel gesplitst. Het buiten Welgelegen werd samen met het oude koetshuis verkocht aan Louis Jamin (1881-1953). Louis was samen met zijn broer Henri Jamin (1882-1941), die in de naastgelegen Villa Parklaan 17 woonde, eigenaar van bakkerij- en snoepfabriek Jamin, dat hun vader oprichtte.
In 1943, tijdens de Tweede Wereldoorlog, werd het pand geconfisqueerd door de bezetter en werd hier de Feldgendarmerie ondergebracht. Tijdens de Waternoodsramp van 1953 kwam ook het buiten gedeeltelijk onder water te staan.

Een jaar later werd de buitenplaats verkocht aan de Staat der Nederlanden die het gebouw ter beschikking stelde als kantoor aan Rijkswaterstaat. Rond 2007 kwam het pand leeg te staan en is het zelfs een periode bewoond geweest door anti-kraak.

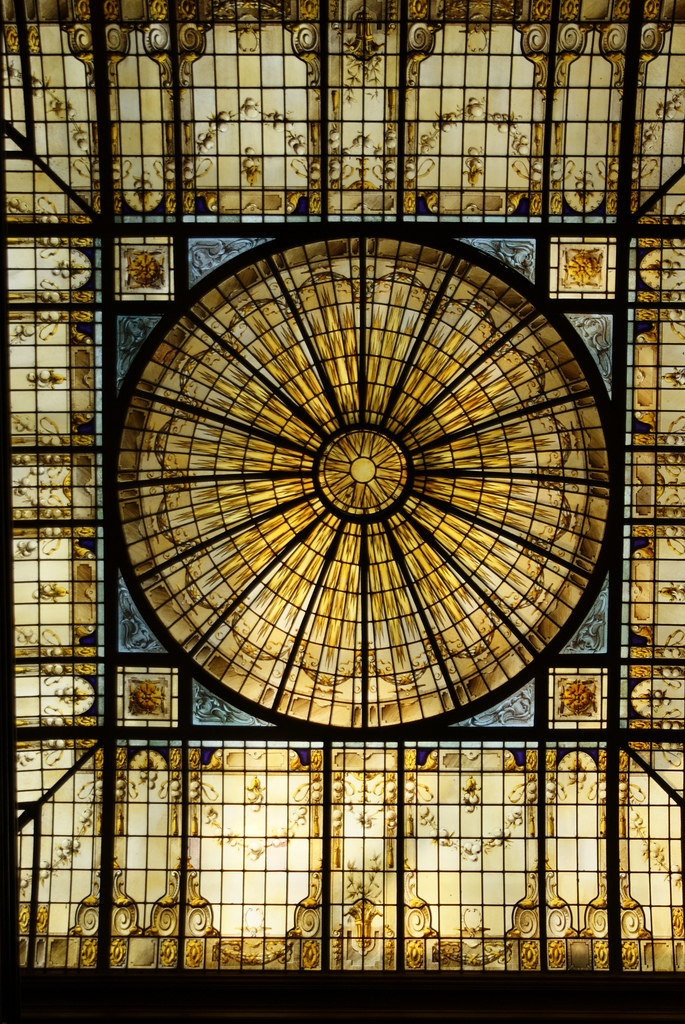
Het plafond in de hal in 2010.

### 2014-heden
Eind 2014 kwam de buitenplaats in bezit van ondernemer Michel Perridon (1962), oprichter van elektronicabedrijf Trust. Na een renovatie om het pand in historische sfeer te herstellen, werd Buitenplaats Welgelegen eind 2018 heropend. Momenteel houdt de ondernemer kantoor in het pand.